# Xylophis stenorhynchus
Xylophis stenorhynchus — вид змій родини Pareidae. Ендемік Індії.

## Поширення і екологія
Xylophis stenorhynchus відомі з типової місцевості, розташованої в горах Анаймалай в Західних Гатах на південному заході Індії. Вони живуть в гірських тропічних лісах, на висоті від 1200 до 1600 м над рівнем моря. Ведуть риючий спосіб життя, зустрічаються серед опалого листя. Живляться дощовими черв'яками.